# Voss
 (janvier 2019).
Si vous disposez d'ouvrages ou d'articles de référence ou si vous connaissez des sites web de qualité traitant du thème abordé ici, merci de compléter l'article en donnant les références utiles à sa vérifiabilité et en les liant à la section « Notes et références ».
Pour les articles homonymes, voir Voss (homonymie).
Voss herad est une municipalité et un district dans le comté de Vestland en Norvège. 
Son centre administratif Vossevangen est aussi une station de ski. Il se situe au bord du lac Vangsvatnet, à 100 km au nord-est de Bergen. 

## Histoire
La commune de Voss a été créée en 1838 à partir du district traditionnel de Vossaveldet. 
La kommune de Voss a fusionné la municipalité rurale (herad) de Granvin pour former Voss herad le 1er janvier 2020.

## Localités
- Vossevangen
- Skulestadmoen
- Mønshaugen/Bjørgum
- Granvin

## Transports
La ligne de Bergen entre Bergen et Oslo traverse Voss. Les trains circulant entre les deux villes s'arrêtent à la gare de Voss. 
Il existe également des services régionaux entre Bergen, Voss et Myrdal. Ils desservent les haltes ferroviaires suivantes dans la commune de Voss :
Direction Oslo
- Upsete
- Vieren
- Ørneberget
- Ljosanbotn
- Mjølfjell
- Reimegrend
- Skiple
- Øyeflaten
- Urdland
- Kløve
- Ygre
- Gjerdåker
- Gare de Voss
- Bulken
- Seimsgrend
- Evanger
- Bolstadøyri

Direction Bergen

## Attractions
Église de pierre Vangkyrkja du XIVe siècle.
L'hôtel Fleisher est un bel exemple d'architecture en bois de style suisse.
Un festival international de jazz se déroule depuis plus de 30 ans au mois de mars.
Spécialités de charcuterie. Voss est renommé pour le smalahove, tête de mouton brûlée puis bouillie et servie avec des pommes de terre. Ce plat remontant à l'époque des Vikings est célébré chaque automne par le festival Smalahovesleppet à Voss. La tête de mouton (svið) est encore un plat populaire en Islande et fait partie du Þorramatur.

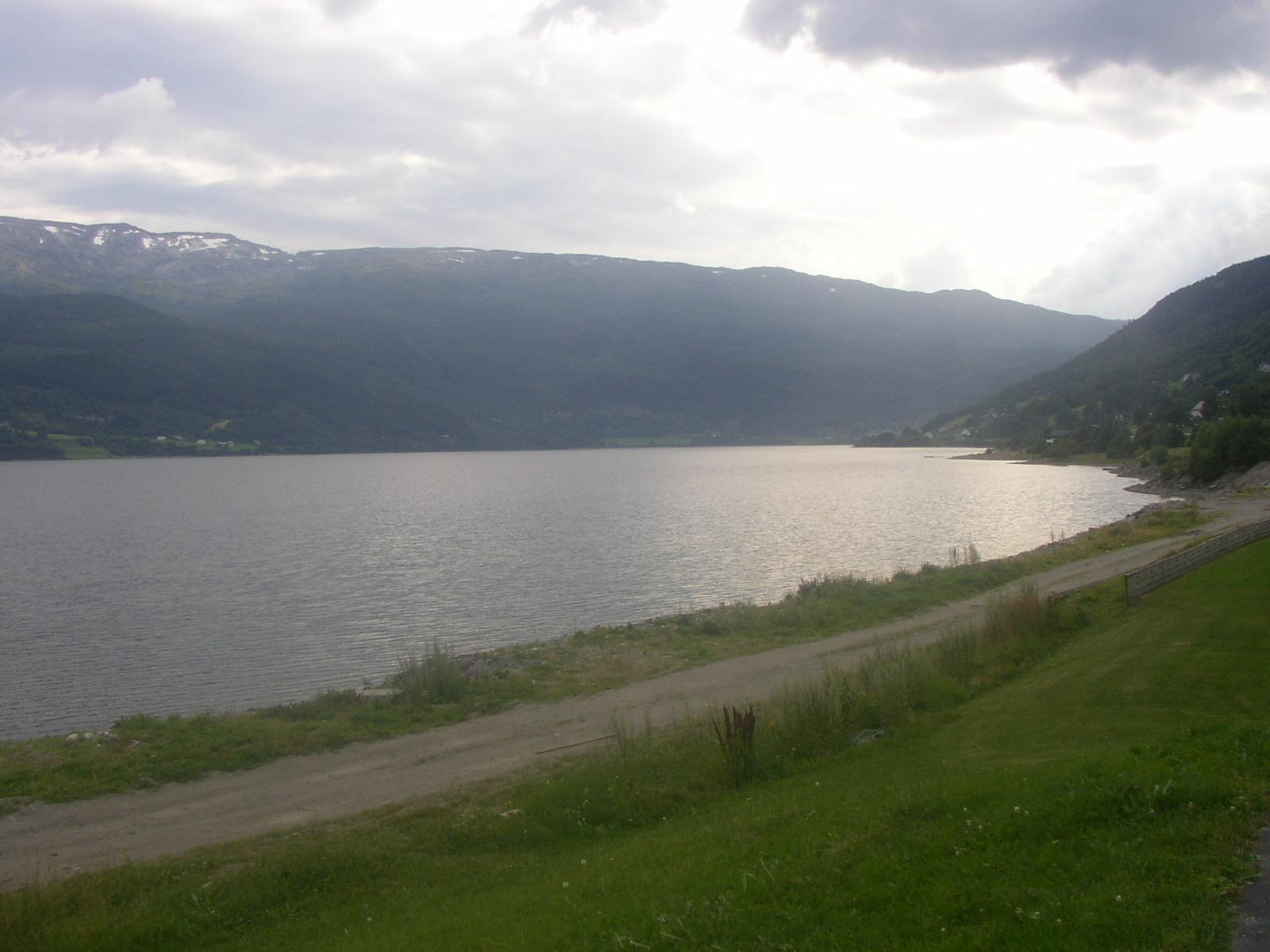
Rive ouest du lac Vangsvatnet.
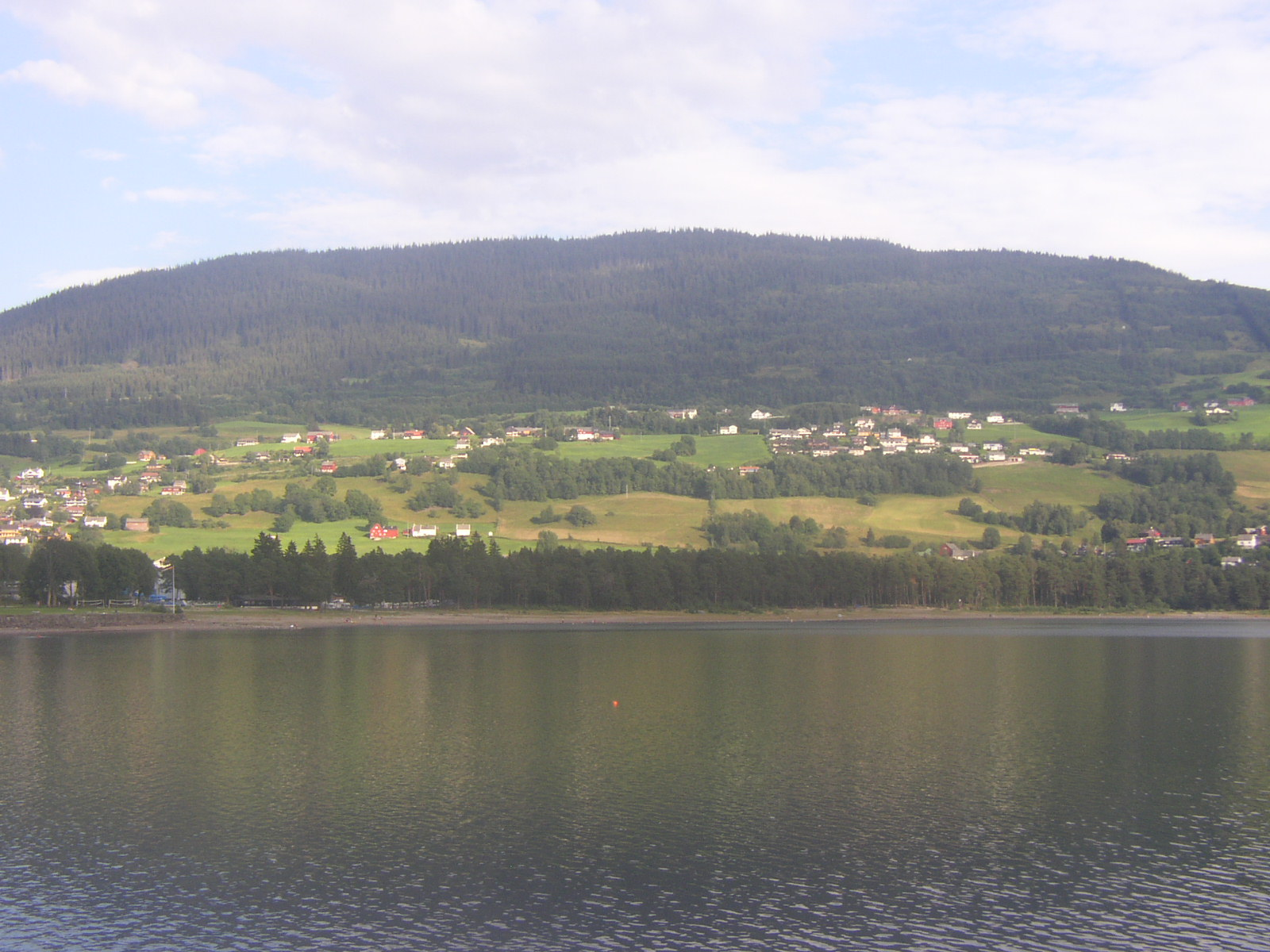
Rive sud du lac Vangsvatnet.
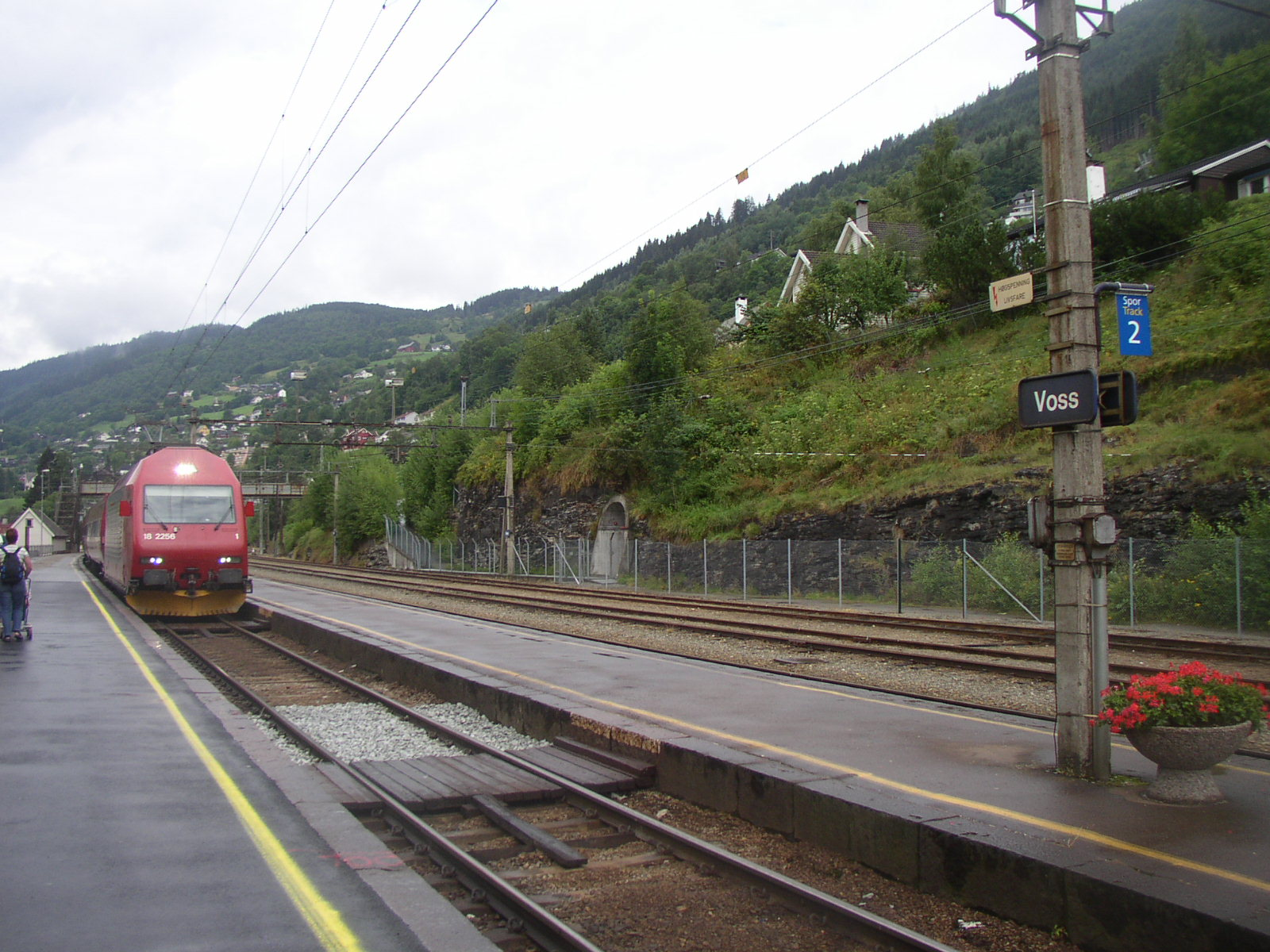
Train Bergen-Oslo arrivant en gare de Voss.
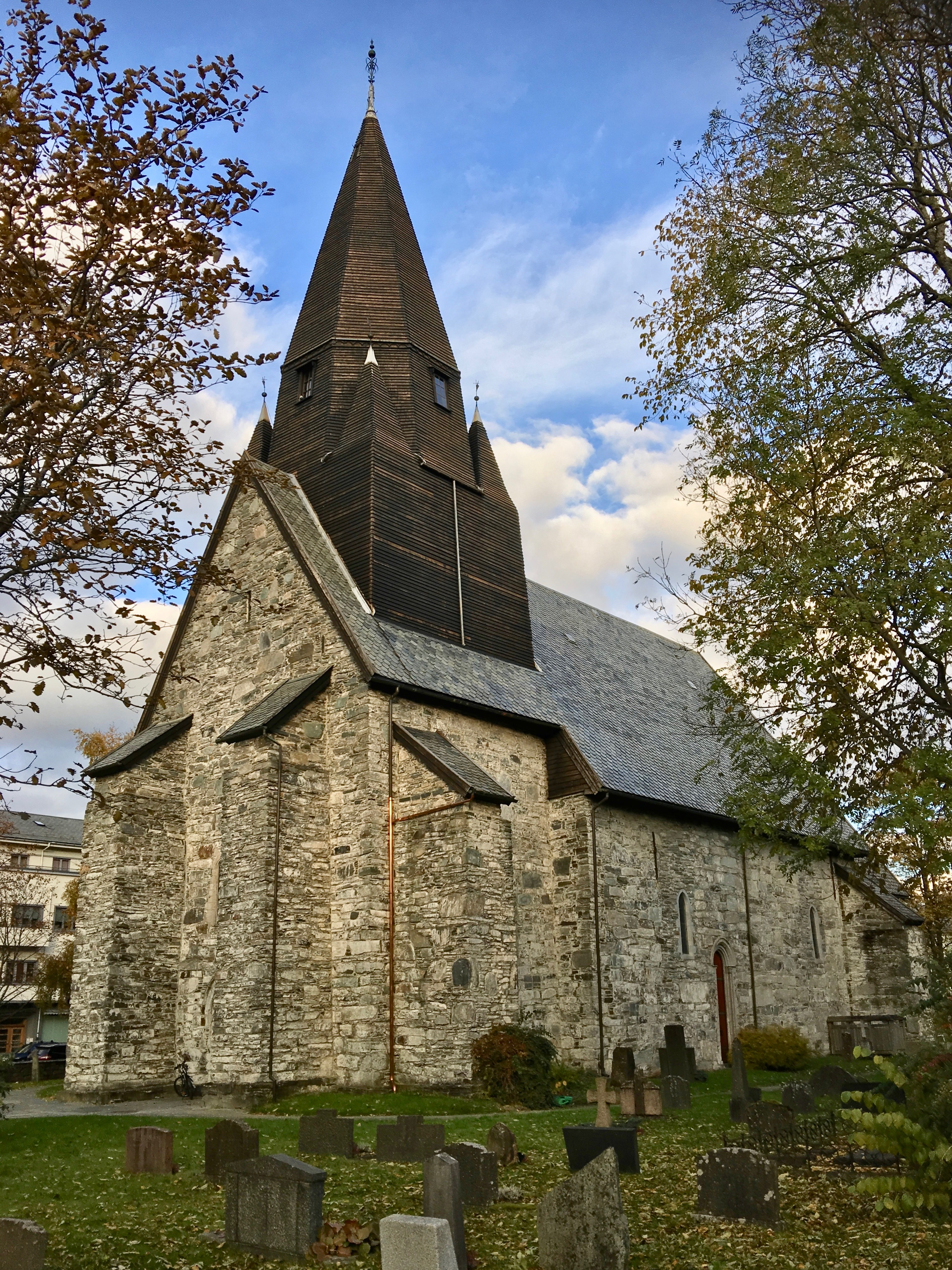
Église Vangkyrkja